# Погорелов, Виктор Иванович
Погорелов Виктор Иванович (24 октября 1940 года, пос. Переволочное, Калачеевский район, Воронежская область — 27 марта 2018 года, Санкт-Петербург, Россия) — советский и российский учёный, специалист в области прочности, механики ракетостроения, методов систематизированного проектирования, доктор технических наук, профессор Балтийского государственного технического университета «Военмех» им. Д. Ф. Устинова, кафедра А1 ракетостроения.

## Биография
Виктор Иванович Погорелов родился 24 октября 1940 года в Воронежской области. В 1963 году окончил Ленинградский механический институт (ныне — БГТУ «Военмех»).
С 2006 года возглавлял научное направление «Междисциплинарные методы анализа сложных технических систем», которое было начато на кафедре А1 в 70-е годы прошлого века. Вёл направление профессиональной подготовки магистров «Проектирование и конструирование летательных аппаратов», его учебное пособие «Строительная механика тонкостенных конструкций» до сих пор является «классикой» в направлении подготовки специалистов ракетостроения и космонавтики и по сей день используется студентами во многих ВУЗах нашей страны.
Виктор Иванович был одним из новаторов в развитии участия направления систем автоматизированного проектирования в образовательном процессе, проводил конференции по популяризации лучшего опыта внедрения САПР в учебный процесс.
Одна из конференций, которую проводил Виктор Иванович, проходила в марте 2007 года в БГТУ совместно с представителями АСКОН. В декабре 2009 года был председателем на конференции «Инновационные технологии и технические средства специального назначения», которая была проведена в соответствии с Программой инновационно-технологического развития промышленности Санкт-Петербурга на 2009—2011 годы. Конференция предоставила возможность предприятиям оборонно-промышленного комплекса Санкт-Петербурга ещё раз продемонстрировать свои производственные возможности и свой инновационный потенциал в создании технических средств и снаряжения для подразделений специального назначения.
За заслуги в научной деятельности и подготовке высококвалифицированных специалистов Указом Президента Российской Федерации от 7 февраля 2002 года № 154 «О награждении государственными наградами Российской Федерации» было присвоено звание Заслуженный работник высшей школы Российской Федерации (2002).

## Публикации
- Строительная механика тонкостенных конструкций : учебное пособие для студентов высших учебных заведений, обучающихся по направлению подготовки 160800 «Ракетостроение и космонавтика» / В. И. Погорелов. — Санкт-Петербург : БХВ-Петербург, 2007 (СПб. : Типография «Наука»). — 518 с. : ил., табл.; 24 см; ISBN 5-94157-688-9 (В пер.)
- Прочность корпуса баллистической ракеты. Расчет нагрузок : Учеб. пособие / В. И. Погорелов; Балт. гос. техн. ун-т. — СПб. : БГТУ, 1994. — 159,[1] с. : ил.; 20 см; ISBN 5-85546-022-3 :
- Строительная механика летательных аппаратов [Текст] : лабораторный практикум в ANSYS / В. И. Погорелов ; М-во образования и науки Российской Федерации, Балтийский гос. технический ун-т «Военмех». — Санкт-Петербург : БГТУ, 2014. — 117, [1]с.; 20 см; ISBN 978-5-85546-844-1
- Нагрузки и нагрев беспилотных летательных аппаратов : учебное пособие / В. И. Погорелов ; М-во образования и науки Российской Федерации, Балтийский гос. технический ун-т «Военмех». — Санкт-Петербург : БГТУ, 2009. — 224, [3] с. : ил., табл.; 20 см; ISBN 978-5-85546-489-4
- Прочность и устойчивость тонкостенных конструкций [Текст] : учебное пособие / В. И. Погорелов ; М-во образования и науки Российской Федерации, Балтийский гос. технический ун-т «Военмех». — Изд. 3-е, испр. и доп. — Санкт-Петербург : БГТУ, 2015. — 188, [3] с. : ил., табл.; 20 см; ISBN 978-5-85546-882-3 :
- Прочность и устойчивость тонкостенных конструкций [Текст] : учебное пособие / В. И. Погорелов ; М-во образования и науки Российской Федерации, Балтийский гос. технический ун-т «Военмех». — Изд. 3-е, испр. и доп. — Санкт-Петербург : БГТУ, 2015. — 188, [3] с. : ил., табл.; 20 см; ISBN 978-5-85546-882-3 :
- Беспилотные летательные аппараты: нагрузки и нагрев 2-е изд., испр. и доп. Учебное пособие для вузов. 2017
- Погорелов, В. И. Беспилотные летательные аппараты: нагрузки и нагрев : учебное пособие для среднего профессионального образования / В. И. Погорелов. — 2-е изд., испр. и доп. — Москва : Издательство Юрайт, 2018. — 230 с. — (Профессиональное образование). — ISBN 978-5-534-07543-4.
- AutoCAD 2005 для начинающих : [практ. рук.] / В. И. Погорелов ; — СПб. : БХВ-Петербург, 2004. — 384 с. : ил. — ISBN 5-94157-242-5 Рубрики: Системы автоматизированного проектирования
- 25 уроков AutoCAD : учеб. курс / В. И. Погорелов ; — СПб. [и др.] : Питер : Питер Принт, 2005. — 331 с. : ил. — ISBN 5-469-00766-9 Рубрики: Системы автоматизированного проектирования
- AutoCAD 2006 : экспресс-курс / В. И. Погорелов ; — СПб. : БХВ-Петербург, 2005. — 427 с. : ил. ; 24 см. — (Экспресс-курс). — Предм. указ.: с. 420—427. — ISBN 5-94157-735-4 Рубрики: Системы автоматизированного проектирования

- AutoCAD 2006. Моделирование в пространстве для инженеров и дизайнеров [] / В. И. Погорелов ; — СПб. : БХВ-Петербург, 2006. — 357 с. : ил. ; 24 см. — (Мастер). — Предм. указ.: с. 351—357. — ISBN 5-94157-741-9 Рубрики: Системы автоматизированного проектирования
- AutoCAD 2007. Экспресс-курс / В. И. Погорелов ; — СПб. : БХВ-Петербург, 2006. — XI,548 с. : ил. + 1 эл. опт. диск (CD-ROM). — ISBN 5-94157-926-8 
 Рубрики: Системы автоматизированного проектирования
- AutoCAD 2007: трехмерное моделирование +[видеокурс по плоскому черчению] / В. И. Погорелов ; — СПб. : БХВ-Петербург, 2007. — VI,426 с. : ил. + 1 эл. опт. диск (CD-ROM). — (Мастер). — ISBN 5-94157-927-6 
Рубрики: Системы автоматизированного проектирования
- Решение задач математической физики методом дифференциальных координат / В. И. Погорелов ; — 3-е изд., доп. — М. : Компания Спутник+, 2007. — 42 с. : ил. — Библиогр.: с. 38. — ISBN 978-5-364-00558-8 Рубрики: Математическая физика
- AutoCAD 2008. Самое необходимое / В. И. Погорелов ; — СПб. : БХВ-Петербург, 2007. — X, 534 с. : ил. ; 24 см. — Предм. указ.: с. 527—534. — ISBN 978-5-9775-0133-0 Рубрики: Системы автоматизированного проектирования AutoCAD 2008. Моделирование в пространстве для инженеров и дизайнеров / Виктор Погорелов. — СПб. : БХВ-Петербург, 2007. — X, 428 с. : ил. — (Мастер). — Предм. указ.: с.421-428. — ISBN 978-5-9775-0134-7 Рубрики: Системы автоматизированного проектирования
- AutoCAD 2008 на примерах / Виктор Погорелов. — СПб. : БХВ-Петербург, 2008. — 256 с. : ил. ; 24 см. — Предм. указ.: с. 252—256. — ISBN 978-5-9775-0180-4 Рубрики: Системы автоматизированного проектирования--Задачи, упражнения и т.п
- Метод дифференциальных координат и его применение для решения задач математической физики / В. И. Погорелов. — М. : Компания Спутник+, 2008. — 21 с. : ил. — Библиогр.: с. 21. — ISBN 978-5-364-00934-0 Рубрики: Дифференциальные уравнения, математическая физика
- AutoCAD 2009 на примерах / Виктор Погорелов. — СПб. : БХВ-Петербург, 2008. — VIII,312 с. : ил. ; 24 см. — Предм. указ.: с. 305—312. — ISBN 978-5-9775-0279-5
- AutoCAD 2009. Самое необходимое / Виктор Погорелов. — СПб. : БХВ-Петербург, 2008. — 540 с. : ил. ; 24 см. — Предм. указ.: с. 531—540. — ISBN 978-5-9775-0281-8
- AutoCAD 2009. 3D-моделирование / Виктор Погорелов. — СПб. : БХВ-Петербург, 2009. — XI, 385 с. : ил. ; 24 см. — (Мастер). — Предм. указ.: с. 379—385. — ISBN 978-5-9775-0282-5
- AutoCAD 2010. Самое необходимое / Виктор Погорелов. — СПб. : БХВ-Петербург, 2009. — XV, 382 с. : ил. ; 23 см. + 1 эл. опт. диск. — Предм. указ. гл. кн., гл. компакт-диска: с. 369—382. — ISBN 978-5-9775-0446-1
- AutoCAD 2010. Концептуальное проектирование в 3D / Виктор Погорелов. — СПб. : БХВ-Петербург, 2009. — X, 357 с. : ил. ; 24 см. — (Мастер). — Предм. указ.: с. 351—357. — ISBN 978-5-9775-0447-8
- Метод дифференциальных координат и принцип построения геодезических линий / В. И. Погорелов. — М. : Компания Спутник+, 2011. — 12 с. : ил. — Библиогр.: с. 12. — ISBN 978-5-9973-1635-8
- О возможности решения дифференциальных уравнений в частных производных путем их сведения к обыкновенным дифференциальным уравнениям / В. И. Погорелов. — М. : Спутник+, 2015. — 9 с. — Библиогр.: с. 9. — ISBN 978-5-9973-3195-5
- Система и её жизненный цикл: введение в CALS-технологии; учебное пособие/ Погорелов, Виктор Иванович ; 25.04.2011; М-во образования и науки Российской Федерации, Балтийский гос. технический ун-т «Военмех» ISBN 978-5-85546-581-5